# Patrick Streiff
Patrick Philipp Streiff (ur. 8 czerwca 1955 w Birsfelden, Szwajcaria) – biskup Konferencji Europy Centralnej i Południowej Zjednoczonego Kościoła Metodystycznego obejmującego swym zasięgiem 16 krajów i 33,5 tys. członków i sympatyków.

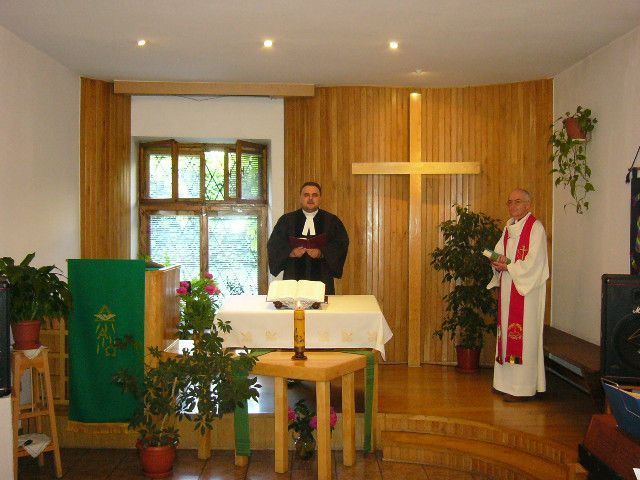
Bp Patrick Streiff (z prawej) podczas wizyty w Zborze Krakowskim KEM

Patrick Streiff ukończył szkoły w  Birsfelden i Muttenz. Od 1975 do 1979 studiował w seminarium teologicznym Zjednoczonego Kościoła Metodystycznego (ZKM) w Reutlingen (Niemcy) zaś od 1979 do 1983 na Uniwersytecie w Bernie (Szwajcaria). W 1984 ordynowany na pastora Zjednoczonego Kościoła Metodystycznego.  W 2005 r. Patrick Streiff został wybrany na biskupa ZKM w Europie Środkowej i Południowej w skład którego wchodzi 16 krajów, w tym również Kościół Ewangelicko-Metodystyczny w RP. Objął urząd 1 maja 2006.